# Sad Jožky Jabůrkové
Sad Jožky Jabůrkové, nazývaný také Vítkovický sad, je městský park, který se nachází v městském obvodu Ostrava-Vítkovice statutárního města Ostrava. Geograficky se sad také nachází v nížině Ostravská pánev a v Moravskoslezském kraji.

## Další informace
Sad Jožky Jabůrkové má přívlastek zelené plíce ostravských Vítkovic, ráj horolezců nebo místo s pestrou historií. Nachází se vedle náměstí Jiřího z Poděbrad. Je pojmenován po místní rodačce, aktivistce, novinářce, antifašistce a komunistické političce Jožce Jabůrkové (1896–1942), která zahynula v koncectračním táboře Ravensbrück.
Sad Jožky Jabůrkové byl založen jako Marxův sad, podle filozofa a socialisty Karla Marxe (1818–1883), v roce 1922. V období Protektorátu Čechy a Morava se nazýval park Baldura von Schiracha, podle nacisty a vůdce Hitlerjugend Baldur von Schiracha (1907–1974). Krátce po druhé světové válce se nazýval sad Winstona Churchilla, podle britského státníka Winstona Churchilla (1874–1965). V roce 1947 získal jméno Stalinův sad, podle revolucionáře a sovětského diktátora Josifa Vissarionoviče Stalina (1878– 1953) a následně sad Jožky Jabůrkové.
Označení sad tento prostor získal podle pěstování a množení cizokrajných dřevin, které původní majitelé Vítkovických železáren dováželi z celého světa.
V minulosti se v sadu nacházelo mnoho staveb, např. dětské brouzdaliště, rybníčky s mostky, prolézačky a malá Zoo. Nyní je v jeho zeleni hudební altánek, kašna, sportoviště, sochy, lezecká stěna, informační panely, knihobudka. Sad je celoročně a celodenně volně přístupný.

## Galerie

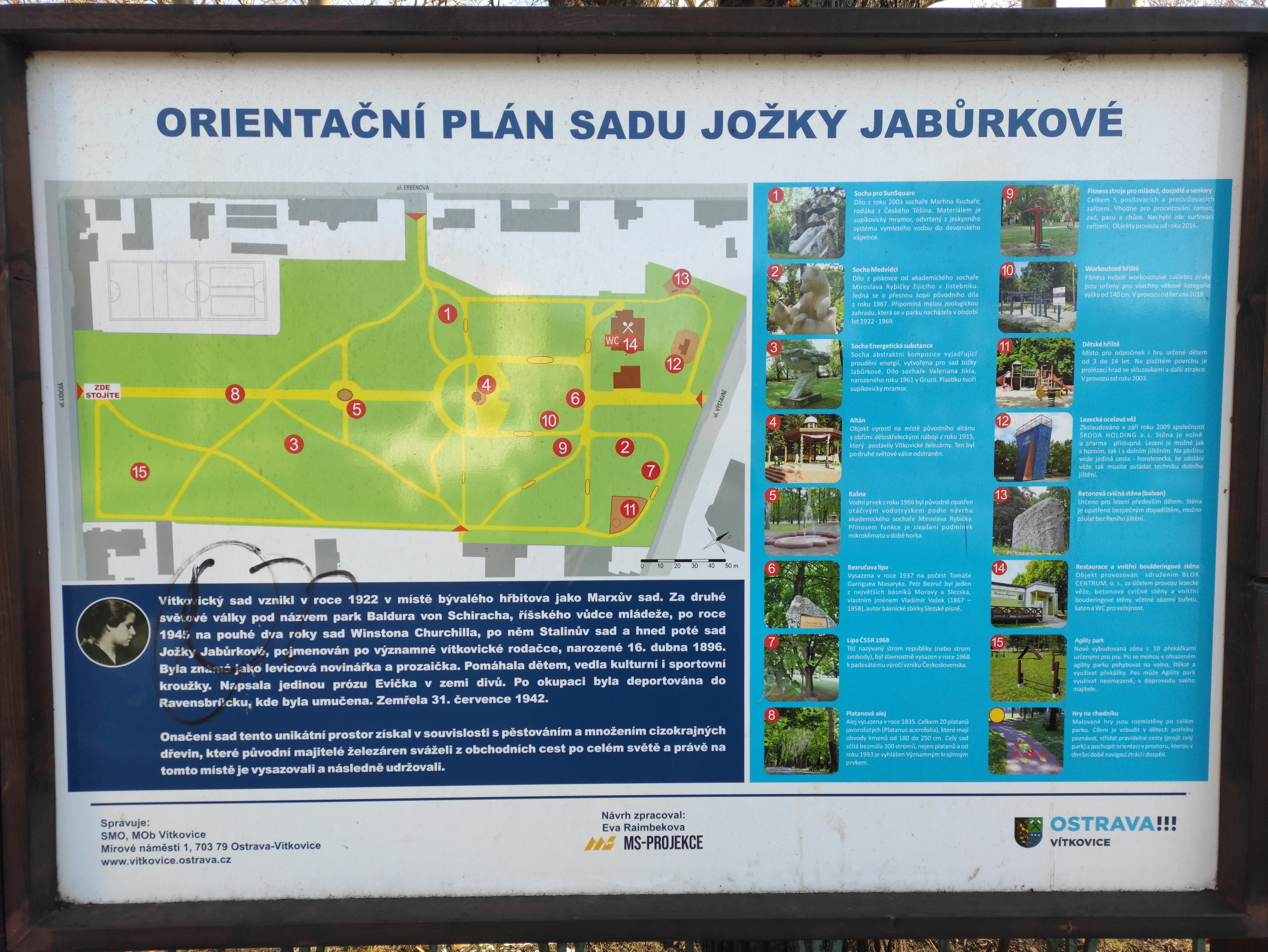
Mapa parku na informačním panelu
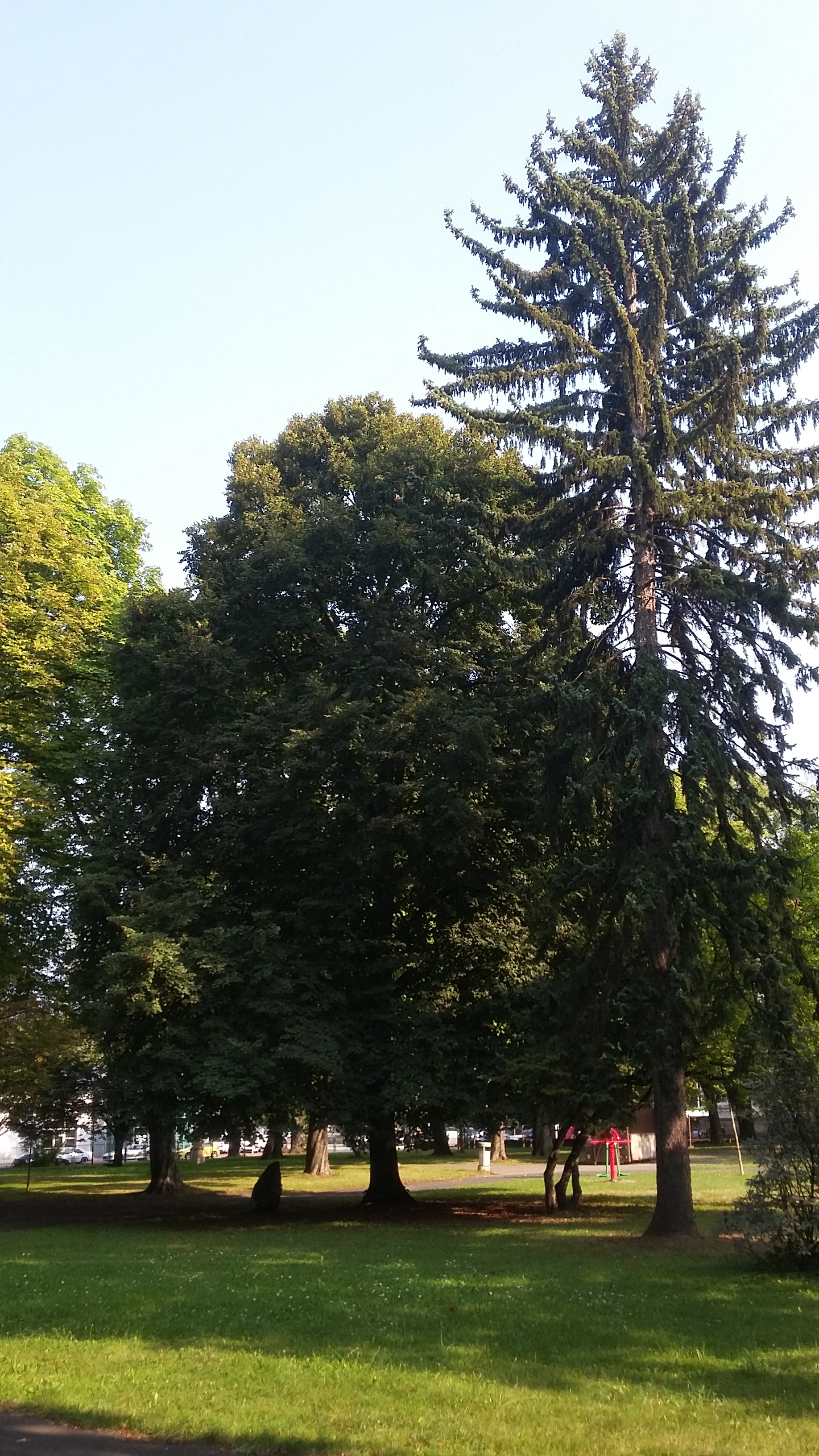
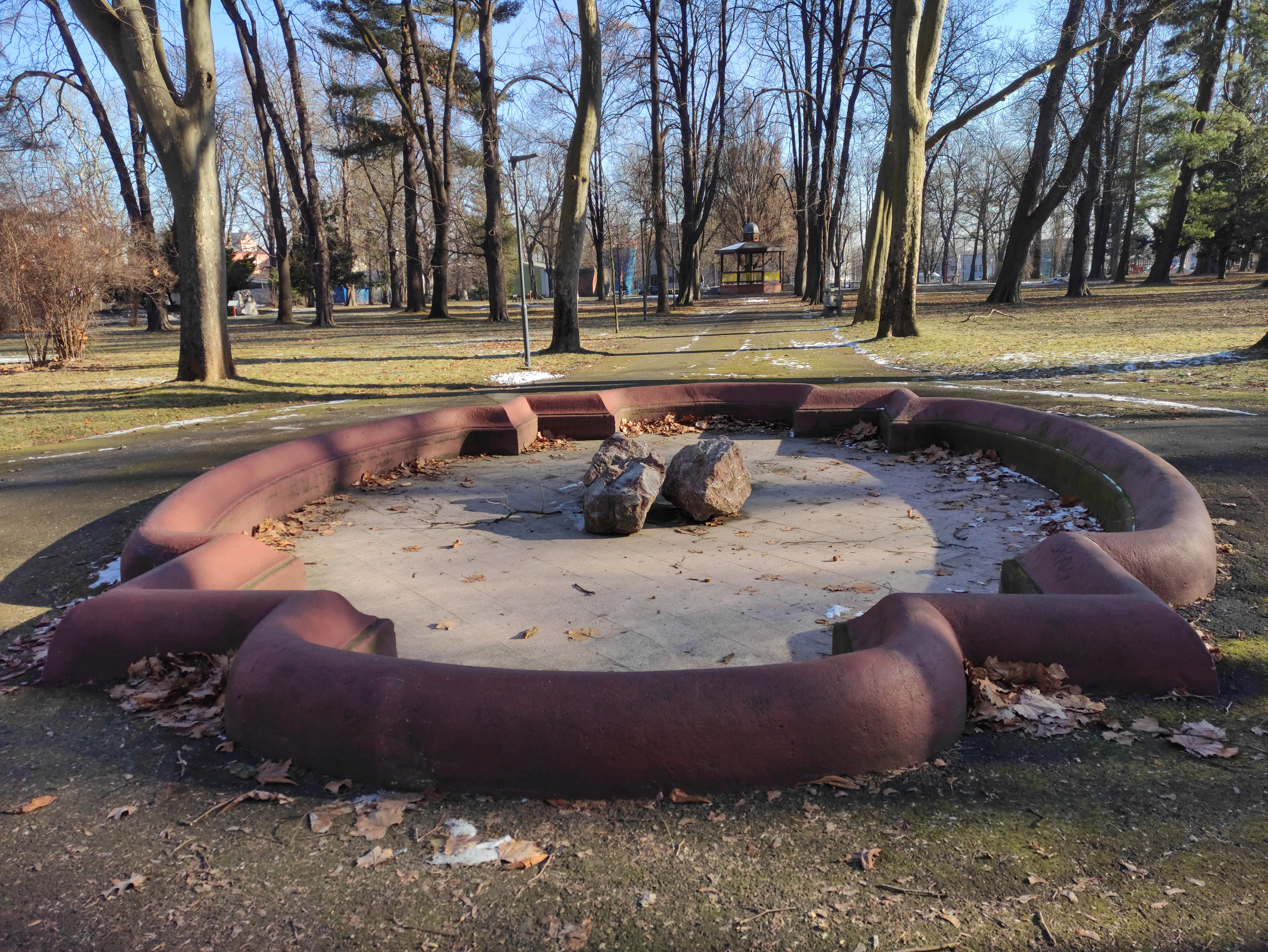
Zaniklá kašna
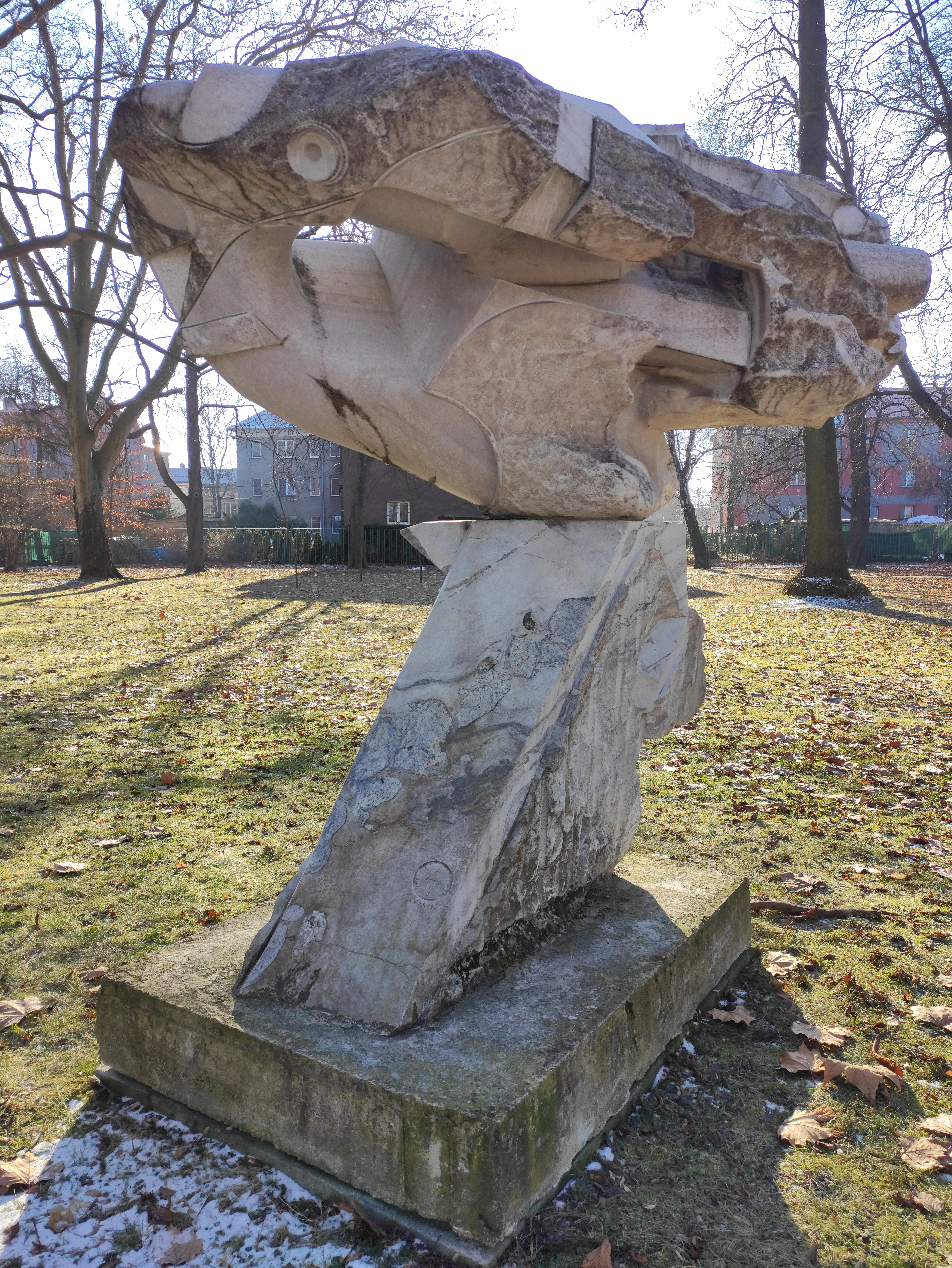
Energetická substance